# 더 독
더 독(Unleashed 또는 Danny The Dog)은 2005년 개봉한 액션 스릴러 영화이다.

## 출연

### 주연
- 이연걸
- 모건 프리먼

### 조연
- 밥 호스킨스
- 케리 콘돈
- 빈센트 레건
- 딜란 브라운
- 타머 해선
- 마이클 젠
- 캐롤 앤 윌슨

## 기타
- 공동제작: 피에르 스펭글러
- 사운드슈퍼바이저: 빈센트 튤리
- 작곡: 르자
- 미술: 자크 버프누아
- 특수효과: 필리프 위방
- 의상: 올리비에 베리엇
- 배역: 나탈리 체론
- 배역: 수잔느 스미스